# Bielomatik Leuze
Koordinaten: 48° 33′ 49,4″ N, 9° 23′ 3,4″ O
Die bielomatik Leuze GmbH + Co. KG war ein im Jahre 1946 gegründetes deutsches Unternehmen. Es war tätig als Hersteller von Kunststoffschweißsystemen, Zentralschmieranlagen und Minimalmengen-Schmiersystemen. bielomatik war ein international operierendes Maschinenbauunternehmen mit über 650 Mitarbeitern. Neben dem Hauptsitz im baden-württembergischen Neuffen gab es weitere Produktionsstandorte in Dongguan (China), Cluj-Napoca (Rumänien) und in New Hudson (USA). Des Weiteren existierten zahlreiche Vertretungen in Europa, Asien, Australien und in Nord- und Südamerika.

## Geschichte
Das im Jahre 1946 von Hans Biel gegründete Unternehmen befasste sich anfänglich mit der Beschichtung von Walzen für Papiermaschinen. Bereits in den 1950er Jahren entstanden erste Konstruktionen von Papierverarbeitungsmaschinen, darunter Querschneider und Automaten zur Schulheft- und Spiralblockfertigung. Auch die Entwicklung der Fertigung von Zentralschmierungsanlagen für Maschinen aller Art begann Mitte der 50er Jahre. Kurz darauf wurde die erste Kunststoff-Heizspiegel-Schweißmaschine vorgestellt. Im Jahr 1961 wurde das Unternehmen Hans Biel zu 50 % von der Leuze-Gruppe übernommen. Nach einer Übernahme der restlichen Unternehmensanteile firmierte das Unternehmen ab 1969 unter dem Namen bielomatik Leuze. Innerhalb der Leuze-Gruppe war Leuze electronic ein langjähriges Schwesterunternehmen von bielomatik Leuze. Aufgrund einer Insolvenz und der einhergehenden Umstrukturierungen innerhalb des Unternehmens wurde die Sparte der papierverarbeitenden Maschinen im Jahre 2015 an BW Papersystems verkauft. Nach der erfolgreichen Umstrukturierung konnte das Insolvenzverfahren aufgehoben werden. Nach einer neuerlichen Insolvenz im Oktober 2019 wurde die Sparte für Kunststoffschweißsysteme an die Persico-Gruppe aus Nembro und die Sparte für Schmiersysteme an die Mailänder DropsA-Gruppe veräußert. Im Zuge des Verkaufs wurde bielomatik Leuze in die Bielomatik GmbH und die Bielomatik Schmiertechnik GmbH aufgespalten.

## Geschäftsfelder
Das Unternehmen umfasste zwei Geschäftsfelder. Zum einen wurden Maschinen und Anlagen für alle gängigen Kunststoffschweißverfahren entwickelt und gefertigt. Zum Einsatz kommen diese Maschinen u. a. in den Bereichen Automobilindustrie, Luft- und Raumfahrttechnik, Textilindustrie, Sanitär- und Heizungstechnik, Haushaltsgeräte, Spielwaren, Logistik und Medizintechnik. Das zweite Geschäftsfeld war die Schmiertechnik. Hier wurden neben Zentralschmiersystemen für Maschinen und Anlagen auch Minimalmengen-Schmiertechnik-Systeme für die spanende Metallbearbeitung entwickelt und produziert.

## Standorte
- Bielomatik (Neuffen, Deutschland)
- Bielomatik Romania SRL (Cluj-Napoca, Rumänien)
- Bielomatik, Inc. (New Hudson, USA)
- Bielomatik Machinery Co. LTD. (Dongguan, China)[10]